# مرده‌شوری
مرده‌شوری، روستایی است خالی از سکنه، از توابع بخش کاکی در شهرستان دشتی استان بوشهر ایران.
روستای مرده‌شوری در شمال روستای کلبیا و جنوب برمصاد و مشرق کردوان علیا واقع است.
روستای مرده‌شوری پس از سیل زمستان سال ۱۳۶۵ رودخانه مند منطقه دشتی، خالی از سکنه شده و اهالی به روستاهای همجوار (خصوصا روستای تازه‌تأسیس وحدت‌آباد در بخش بردخون) مهاجرت کرده‌اند.

## جمعیت
این روستا در دهستان کبگان قرار دارد و بر اساس آمار سرشماری رسمی:
در سال ۱۳۹۵ خالی از سکنه می‌باشد. (در سالهای قبل آن نیز خالی از سکنه می‌باشد)
در سال ۱۳۶۵ این روستا تابع دهستان کبگان در بخش بردخون از شهرستان دیر و جمعیت آن ۲۳۲ نفر (۳۶ خانوار) بوده‌است.
در سال ۱۳۵۵ با جمعیت ۱۴۸ نفر (۲۷ خانوار) در دهستان کبگان - بخش خورموج بوده‌است.
در سال ۱۳۴۵ با جمعیت ۱۵۳ نفر (۲۴ خانوار) در دهستان کبگان بخش خورموج بوده‌است.
در سال ۱۳۳۵ با جمعیت ۱۰۰ نفر بوده‌است.